# Fuscoporia callimorpha
Fuscoporia callimorpha är en svampart som först beskrevs av Joseph-Henri Léveillé, och fick sitt nu gällande namn av Groposo, Log.-Leite & Góes-Neto 2007. Fuscoporia callimorpha ingår i släktet Fuscoporia och familjen Hymenochaetaceae.   Inga underarter finns listade i Catalogue of Life.